# Hall (Admont)
Hall o Hall bei Admont è una località di 1 744 abitanti del comune austriaco di Admont, nel distretto di Liezen (Stiria). Già comune autonomo, il 1º gennaio 2015 è stato aggregato a Admont assieme agli altri comuni soppressi di Johnsbach e Weng im Gesäuse.